# Władysława Chomsowa
Władysława Laryssa Chomsowa, ps. Danuta, Dionizy, Róża, Diana, Lalka (ur. 1895 w Kielcach, zm. 26 sierpnia 1966 w Beit Avot) – polska działaczka społeczna i polityczna, przewodnicząca okręgowej Rady Pomocy Żydom przy Delegaturze Rządu na Kraj „Żegota” we Lwowie (1943–1944). Przez Żydów ocalonych z Holokaustu nazywana „aniołem ze Lwowa”. Sprawiedliwa wśród Narodów Świata.

## Życiorys
Urodziła się, według różnych źródeł, w 1885, 1891 lub w 1895 w Kielcach[niewiarygodne źródło?]. W dwudziestoleciu międzywojennym sprawowała mandat radnej Drohobycza. Stała na czele Komisji Opieki Społecznej. Angażowała się w obronę ludności żydowskiej przed polskimi tendencjami nacjonalistycznymi, przemawiała min. na cmentarzu żydowskim podczas pogrzebu żydowskiego studenta Karola Zellermayera zamordowanego przez bojówki endeckie. W 1938 przeprowadziła się do Lwowa. W lutym 1938 i marcu 1939 była wybierana w skład zarządu Klubu Demokratycznego we Lwowie. Rok później została członkinią zarządu okręgowego Stronnictwa Demokratycznego. Zasiadała w Radzie Naczelnej Stronnictwa (1939). Od 1943 związana ze Stronnictwem Polskiej Demokracji.
Podczas II wojny światowej działała w podziemiu, m.in. jako kierownik łączności w kontrwywiadzie Oddziału II Komendy Obwodowej Armii Krajowej we Lwowie (została mianowana na stopień podporucznika AK). W maju 1943 została wybrana przewodniczącą okręgowej Rady Pomocy Żydom przy Delegaturze Rządu na Kraj „Żegota” we Lwowie (do 1944). Uczestniczyła w powstaniu warszawskim. Żydowskie dzieci umieszczała m.in. w katolickich sierocińcach na terenie Galicji Wschodniej. Oblicza się, że dzięki jej pomocy uratowano ok. kilkudziesięciu Żydów.
Po II wojnie światowej została nazwana przez uratowanych „aniołem ze Lwowa” („The Angel of Lvov”). Władysława Chomsowa była autorem raportu na temat sytuacji Żydów na terenie Małopolski Wschodniej, który został przesłany  do rządu RP na uchodźstwie, następnie zaś do władz USA. Ostatni rok okupacji spędziła w Warszawie, uciekając przed Niemcami (1944–1945).
Po 1945 wyjechała do Francji. Przez krótki okres mieszkała w Wielkiej Brytanii, by ostatecznie osiąść w Izraelu (1964–1966). W 1963 zasadziła w Jad Waszem drzewko pamięci na cześć Polaków ratujących Żydów. Zmarła 26 sierpnia 1966 w Ben Avot na Górze Karmel.
Związek małżeński zawarła z majorem Fryderykiem Chomsem (1889–1951), z którym miała syna Wiesława (1913–1941), porucznika pilota 161 eskadry myśliwskiej i 306 dywizjonu myśliwskiego.

## Odznaczenia
- Złoty Krzyż Zasługi[4]
- Medal pamiątkowy Izraela[4]
- Tytuł Sprawiedliwy wśród Narodów Świata (1966)[3]
- Honorowe obywatelstwo Lwowa (po 1945)[9]